# Kedung Banteng (Kedung Banteng)
Kedung Banteng is een plaats en bestuurslaag (kelurahan) in het onderdistrict (kecamatan) Kedung Banteng  in het regentschap Tegal van de provincie Midden-Java, Indonesië. Kedung Banteng telt 6.290 inwoners (volkstelling 2010).